# Kowiesy (gmina)
Kowiesy est une gmina rurale du powiat de Skierniewice, Łódź, dans le centre de la Pologne. Son siège est le village de Kowiesy, qui se situe environ 21 km à l'est de Skierniewice et 67 km à l'est de la capitale régionale Łódź.
La gmina couvre une superficie de 85,63 km2 pour une population de 3 035 habitants.

## Géographie
La gmina inclut les villages de Borszyce, Budy Chojnackie, Chełmce, Chojnata, Chojnatka, Chrzczonowice, Franciszków, Jakubów, Janów, Jeruzal, Kowiesy, Lisna, Michałowice, Nowy Lindów, Nowy Wylezin, Paplin, Paplinek, Pękoszew, Stary Wylezin, Turowa Wola, Ulaski, Wędrogów, Wola Pękoszewska, Wólka Jeruzalska, Wycinka Wolska, Wymysłów et Zawady.
La gmina borde les gminy de Biała Rawska, Mszczonów, Nowy Kawęczyn et Puszcza Mariańska.